# هوسكفارنا
هوسكفارنا (بالسويدية Huskvarna) وهي مدينة سويدية تقع على بعد 320 كلم جنوب غرب ستوكهولم.

## أعلام
- إريك إدمان
- بيتر سفينسون
- كارين ألفتيجن
- بيورن أفزيليوس